# Telekonvertor

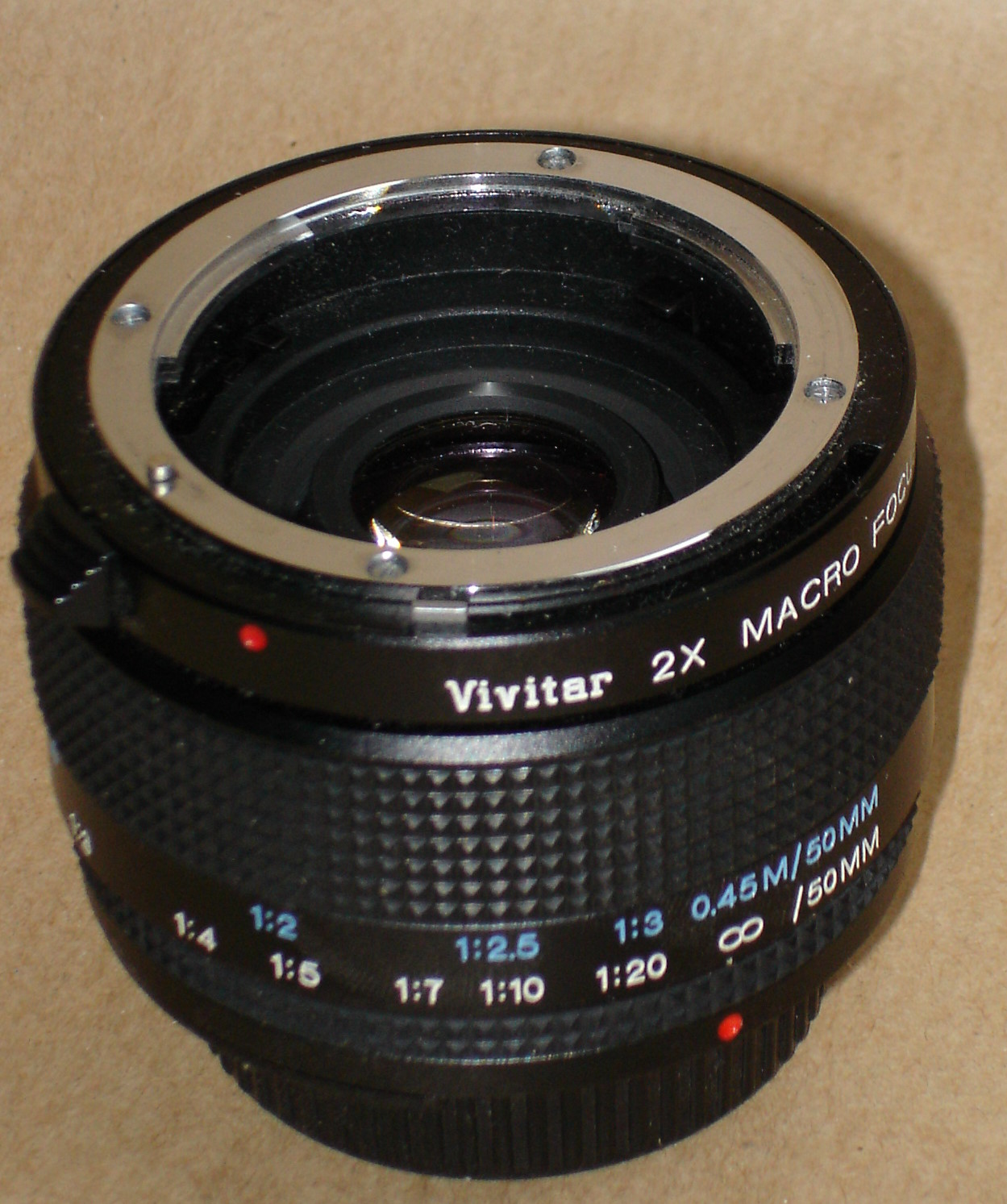
Telekonvertor (2×)

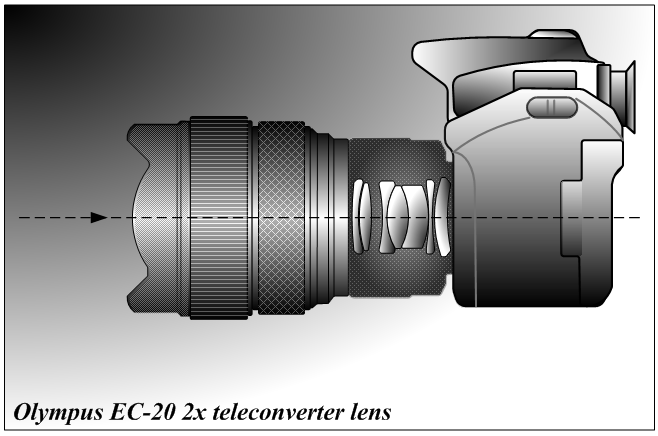
Telekonvertor Olympus EC-20 2x našroubovaný na fotoaparátu

Telekonvertor je optický prvek prodlužující ohniskovou vzdálenost objektivu fotoaparátu. Při prodloužené ohniskové vzdálenosti se zmenšuje úhel záběru a snižuje se světelnost objektivu. Vkládá se mezi tělo fotografického přístroje a objektiv (na rozdíl od předsádkové čočky, která se šroubuje na objektiv).

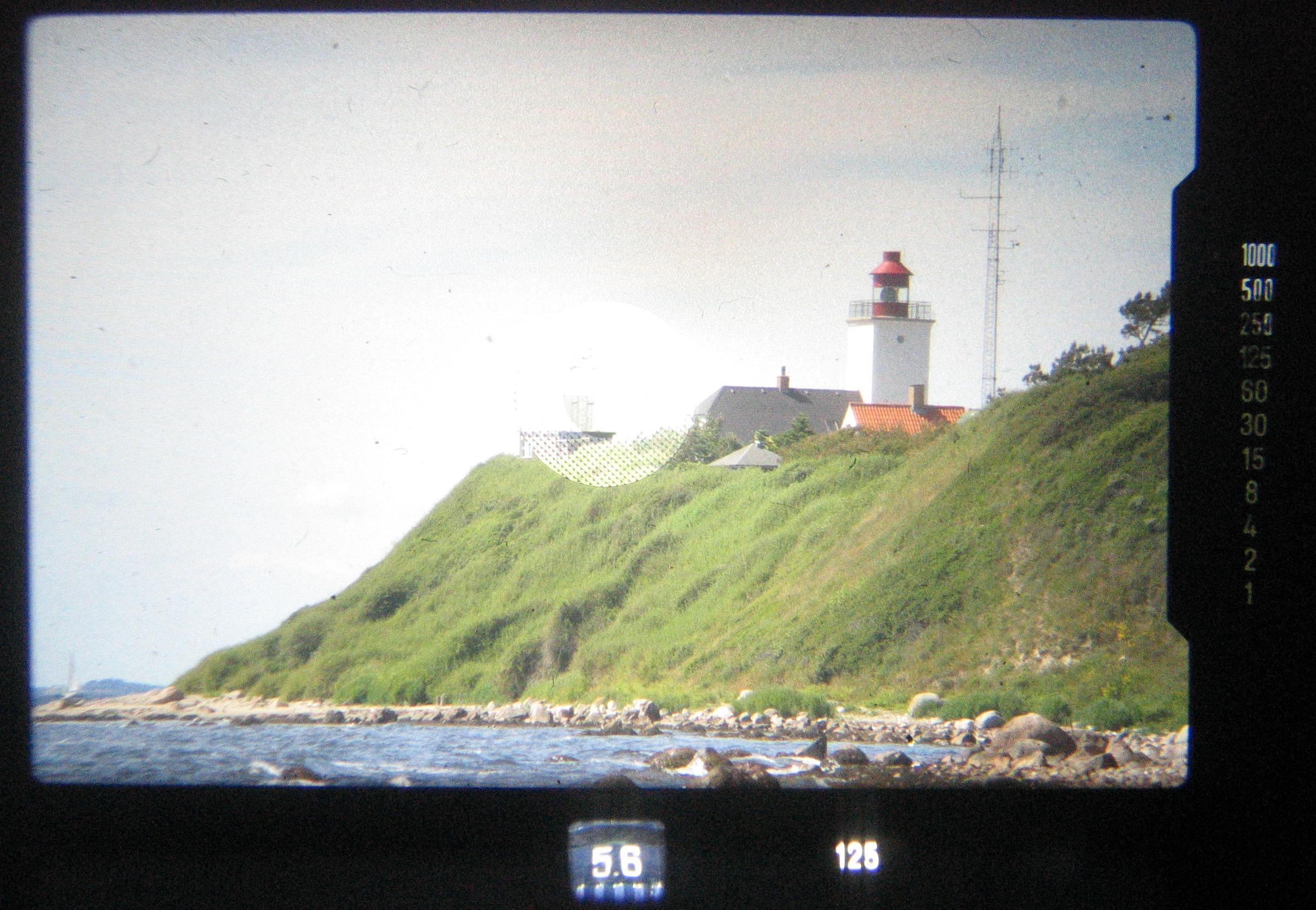
Obraz v hledáčku s objektivem 300 mm
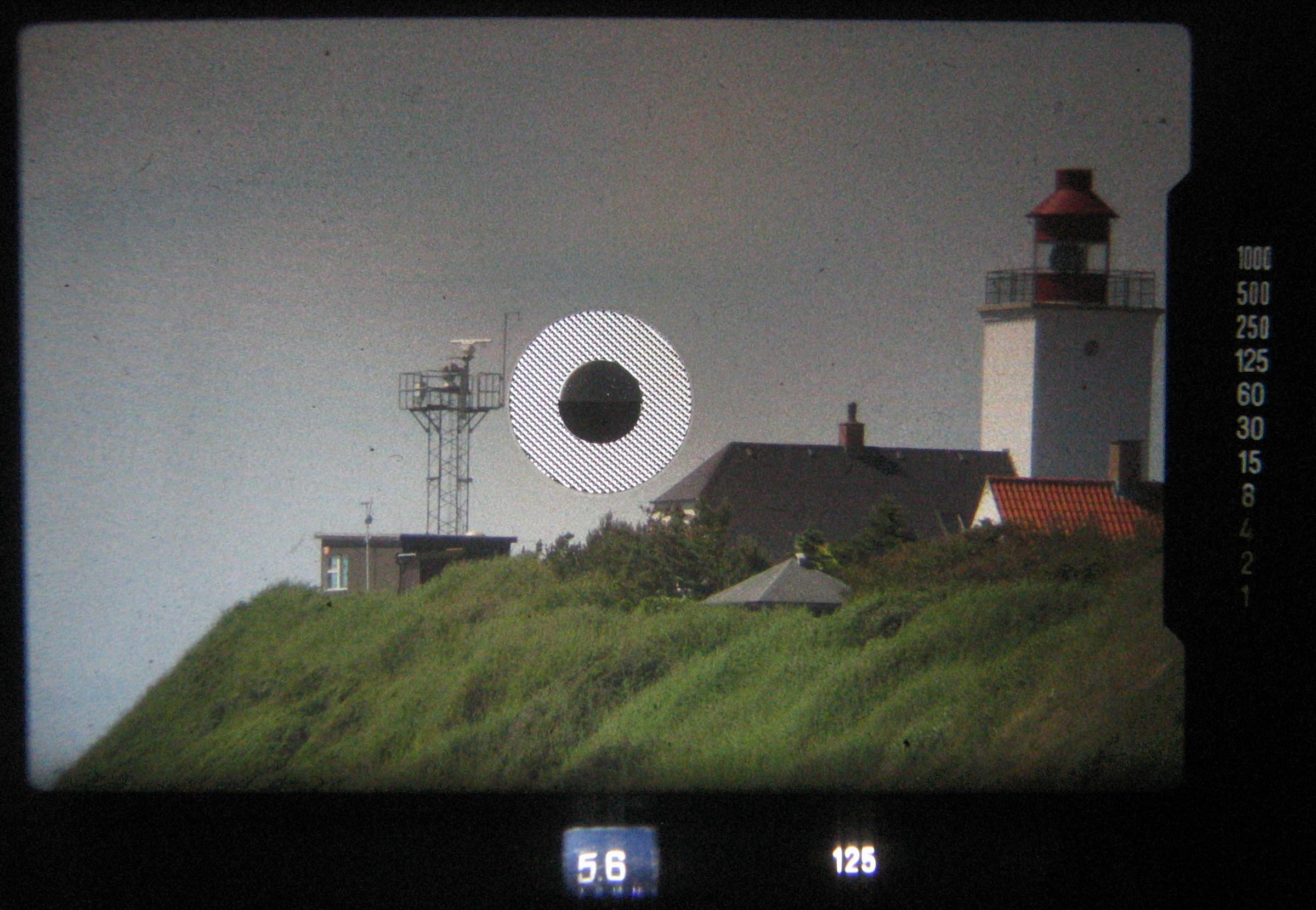
Obraz v hledáčku po přidání 2× telenkonvertoru